# Tracey Gold
Tracey Gold, född 16 maj 1969 i New York i New York i USA, är en amerikansk skådespelerska. Hon medverkar främst i TV-filmer.

## Biografi
Tracey Gold är dotter till Bonnie och Harry Gold. Hennes pappa är även hennes manager. Hon har tre systrar varav en, Missy Gold, också är skådespelerska.
Tracey Gold inledde sin skådespelarkarriär redan vid fyra års ålder. Sin första roll gjorde hon i en reklamfilm för läsk. Sen dess har hon medverkat i filmer som The Best of Times och Ta ner månen om du kan!.
Hon led av ätstörningen anorexia under början av 1990-talet. Hon lyckades övervinna ätstörningen, och idag föreläser hon om farorna med olika ätstörningar. Hon led även av dyslexi då hon studerade vid high school.
I september 2004 arresterades hon för rattfylleri på en landsväg i Kalifornien.
Hon är gift med Roby Marshall som hon har fyra barn med.

## Filmografi i urval
- 1985-1992 - Pappa vet bäst (TV-serie)
- 1988 – Dance 'til Dawn
- 1993 - Labor of Love: The Arlette Schweitzer Story (TV-film)
- 1994 - For the love of Nancy
- 1998 - Flickan bredvid (TV-film)
- 2000 - Stulen från hjärtat
- 2001 - She's No Angel (TV-film)
- 2001 - Den galna jakten på ringen
- 2009 - Sight Unseen